# Dasia johnsinghi
Espèce
Dasia johnsinghi est une espèce de sauriens de la famille des Scincidae.

## Répartition
Cette espèce est endémique du Tamil Nadu en Inde.

## Étymologie
Cette espèce est nommée en l'honneur d'Asir Jawahar Thomas Johnsingh.

## Publication originale
- Harikrishnan, Vasudevan, De Silva, Deepak, Kar, Naniwadekar, Lalremruata, Prasoona & Aggarwal, 2012 : Phylogeography of Dasia Gray, 1830 (Reptilia: Scincidae), with the description of a new species from southern India. Zootaxa, no 3233, p. 37–51.